# Кирос Санчес, Хосе Феликс
Хосе Феликс Кирос Санчес (родился в 1811 году в Сан-Мигеле (Сальвадор); умер в 1883 там же) — Сальвадорский политический деятель, дважды исполнявший обязанности президента Сальвадора.
Хосе Феликс Кирос известен своей предпринимательской деятельностью. Известно, что он был другом Барриоса. В 1836 году Кирос был председателем Верховного суда Сальвадора. С 3 по 7 февраля 1848 и с 1 марта по 3 мая 1851 был временно исполняющим обязанности президента Сальвадора.